# Колеијано-Рокареониле (Асколи Пичено)
Колеијано-Рокареониле (итал. Colleiano-Roccareonile) насеље је у Италији у округу Асколи Пичено, региону Марке.
Према процени из 2011. у насељу је живело 24 становника. Насеље се налази на надморској висини од 639 м.